# Nazionale di atletica leggera dell'Italia
La nazionale di atletica leggera dell'Italia è la rappresentativa dell'Italia nelle competizioni internazionali di atletica leggera riservate alle selezioni nazionali.

## Bilancio nelle competizioni internazionali
| Oro                              | Argento | Bronzo | Tot. | Oro | Argento | Bronzo | Tot. | Oro | Argento | Bronzo | Tot. |     |     |     |
| Giochi olimpici                  | 27      | 1900   | 20   | 8   | 24      | 52     | 4    | 8   | 4       | 16     | 24   | 16  | 28  | 68  |
| Mondiali                         | 18      | 1976   | 9    | 9   | 9       | 27     | 3    | 7   | 10      | 20     | 12   | 16  | 19  | 47  |
| Mondiali indoor                  | 18      | 1985   | 5    | 3   | 7       | 15     | 2    | 3   | 4       | 8      | 7    | 6   | 11  | 24  |
| Europei                          | 25      | 1934   | 37   | 35  | 31      | 103    | 8    | 11  | 21      | 40     | 45   | 46  | 52  | 143 |
| Europei indoor                   | 40      | 1966   | 23   | 25  | 21      | 69     | 13   | 16  | 12      | 41     | 36   | 41  | 33  | 110 |
| Coppa del mondo / Continentale   | 13      | 1977   | 1    | 5   | 7       | 13     | 0    | 4   | 1       | 5      | 1    | 9   | 8   | 18  |
| Coppa Europa / Europei a squadre | 38      | 1965   | 52   | 63  | 74      | 189    | 8    | 15  | 37      | 60     | 60   | 78  | 111 | 249 |
| Giochi del Mediterraneo          | 19      | 1951   | 116  | 87  | 77      | 280    | 64   | 72  | 49      | 185    | 180  | 159 | 126 | 465 |
| Universiadi                      | 30      | 1959   | 38   | 30  | 45      | 113    | 17   | 16  | 11      | 44     | 55   | 46  | 56  | 157 |

## Classifica di presenze
Nelle tabelle che seguono sono indicate le presenze degli atleti azzurri di atletica leggera, in base ai dati ufficiali della FIDAL.
I dati sono aggiornati al luglio 2013. In grassetto gli atleti ancora in attività.

### Uomini

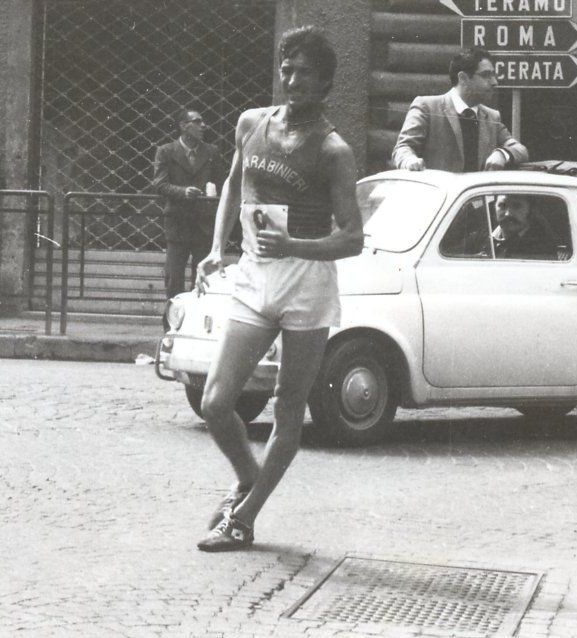
Vittorio Visini, primatista di presenze maschile

|                 | Atleta                 | Specialità             | Nato      | Periodo   | Presenze | Presenze | Presenze | Presenze |
| --------------- | ---------------------- | ---------------------- | --------- | --------- | -------- | -------- | -------- | -------- |
| Giochi olimpici | Atleta                 | Specialità             | Nato      | Periodo   | Mondiali | Europei  | Tot.     |          |
| 1               | Vittorio Visini        | Marcia                 | 1945      | 1965-1981 | 3        | -        | 5        | 67       |
| 2               | Alessandro Andrei      | Getto del peso         | 1959      | 1981-1995 | 2        | 4        | 2        | 63       |
| 3               | Maurizio Damilano      | Marcia                 | 1957      | 1977-1991 | 3        | 4        | 4        | 60       |
| 4               | Giovanni Evangelisti   | Salto in lungo         | 1961      | 1980-1994 | 3        | 3        | 4        | 59       |
| 4               | Marco Montelatici      | Getto del peso         | 1953      | 1972-1986 | 1        | -        | 2        | 59       |
| 6               | Paolo Dal Soglio       | Getto del peso         | 1970      | 1992-2012 | 2        | 5        | 2        | 58       |
| 7               | Nicola Vizzoni         | Lancio del martello    | 1973      | 1995-2013 | 3        | 8        | 4        | 57       |
| 8               | Dario Badinelli        | Salto triplo           | 1960      | 1981-1993 | 1        | 1        | 2        | 56       |
| 9               | Pietro Mennea          | Velocità               | 1952-2013 | 1969-1988 | 5        | 1        | 4        | 52       |
| 9               | Sergio Liani           | 110 metri ostacoli     | 1943      | 1965-1979 | 2        | -        | 4        | 52       |
| 9               | Silvano Simeon         | Lancio del disco       | 1945-2010 | 1966-1982 | 2        | -        | 4        | 52       |
| 12              | Stefano Tilli          | Velocità               | 1962      | 1983-2000 | 4        | 5        | 4        | 51       |
| 13              | Adolfo Consolini       | Lancio del disco       | 1917-1969 | 1938-1960 | 4        | -        | 5        | 50       |
| 14              | Armando De Vincentiis  | Lancio del disco       | 1943      | 1969-1983 | 2        | -        | 3        | 48       |
| 14              | Pierfrancesco Pavoni   | Velocità               | 1963      | 1980-1990 | 2        | 2        | 2        | 51       |
| 16              | Silvano Meconi         | Getto del peso         | 1931-2005 | 1955-1969 | 3        | -        | 2        | 47       |
| 16              | Renato Dionisi         | Salto con l'asta       | 1947      | 1964-1978 | 2        | -        | 2        | 47       |
| 18              | Giuseppe Cindolo       | Mezzofondo             | 1945      | 1965-1976 | 4        | -        | 5        | 46       |
| 19              | Sergio Bello           | 400 metri piani        | 1942      | 1961-1972 | 3        | -        | 4        | 45       |
| 20              | Giampaolo Urlando      | Lancio del martello    | 1945      | 1965-1984 | 3        | 1        | 2        | 44       |
| 21              | Abdon Pamich           | Marcia                 | 1933      | 1954-1973 | 5        | -        | 6        | 43       |
| 21              | Roberto Ribaud         | 400 metri piani        | 1961      | 1983-1987 | 1        | 2        | 2        | 43       |
| 23              | Daniele Fontecchio     | 110 metri ostacoli     | 1960      | 1980-1986 | 1        | 1        | 2        | 42       |
| 23              | Carlo Lievore          | Lancio del giavellotto | 1937-2002 | 1956-1971 | 2        | -        | 3        | 42       |
| 23              | Stefano Mei            | Mezzofondo             | 1963      | 1981-1994 | 2        | 2        | 2        | 42       |
| 23              | Giovanni De Benedictis | Marcia                 | 1968      | 1987-2004 | 5        | 6        | 4        | 42       |
| 27              | Livio Berruti          | Velocità               | 1939      | 1957-1968 | 4        | -        | 3        | 41       |
| 27              | Marco Martino          | Lancio del disco       | 1968      | 1983-1993 | 1        | 2        | 3        | 41       |
| 27              | Gennaro Di Napoli      | Mezzofondo             | 1968      | 1988-2002 | 3        | 4        | 4        | 41       |
| 30              | Giuseppe Buttari       | 110 metri ostacoli     | 1951      | 1971-1980 | 2        | -        | 2        | 39       |
| 30              | Diego Fortuna          | Lancio del disco       | 1968      | 1995-2005 | 2        | 4        | 1        | 39       |
| 30              | Ennio Preatoni         | Velocità               | 1944      | 1963-1972 | 3        | -        | 3        | 39       |

### Donne

Marisa Masullo, primatista femminile ed assoluta

In campo femminile le atlete che hanno il maggior numero di presenze sono Marisa Masullo (79) ed Agnese Maffeis (73).
|                 | Atleta              | Specialità             | Nata | Periodo   | Presenze | Presenze | Presenze | Presenze |
| --------------- | ------------------- | ---------------------- | ---- | --------- | -------- | -------- | -------- | -------- |
| Giochi olimpici | Atleta              | Specialità             | Nata | Periodo   | Mondiali | Europei  | Tot.     |          |
| 1               | Marisa Masullo      | Velocità               | 1959 | 1977-1993 | 3        | 3        | 4        | 79       |
| 2               | Agnese Maffeis      | Peso e disco           | 1965 | 1985-2003 | 2        | 3        | 4        | 73       |
| 3               | Sara Simeoni        | Salto in alto          | 1953 | 1970-1986 | 4        | -        | 5        | 67       |
| 3               | Erica Rossi         | 400 metri piani        | 1955 | 1974-1989 | 2        | 2        | 2        | 67       |
| 5               | Gabriella Dorio     | 800 e 1500 metri piani | 1957 | 1973-1991 | 3        | 2        | 3        | 65       |
| 6               | Agnese Possamai     | Mezzofondo             | 1953 | 1977-1988 | -        | -        | -        | 60       |
| 7               | Antonella Capriotti | Lungo e triplo         | 1962 | 1980-1997 | 3        | 2        | -        | 55       |
| 8               | Daniela Ferrian     | Velocità               | 1961 | 1982-1993 | 2        | 1        | 1        | 51       |

## Atleti plurimedagliati
Di seguito la classifica degli azzurri con almeno quattro podi (ma almeno due ori) in manifestazioni internazionali.
| #  | Atleta              | Giochi olimpici | Giochi olimpici | Giochi olimpici | Mondiali | Mondiali | Mondiali | Europei | Europei | Europei | Totale | Totale | Totale | Totale |
| -- | ------------------- | --------------- | --------------- | --------------- | -------- | -------- | -------- | ------- | ------- | ------- | ------ | ------ | ------ | ------ |
| #  | Atleta              | Oro             | Argento         | Bronzo          | Oro      | Argento  | Bronzo   | Oro     | Argento | Bronzo  |        |        |        |        |
| 1  | Marcell Jacobs      | 2               | 0               | 0               | 0        | 1        | 0        | 3       | 0       | 0       | 5      | 1      | 0      | 6      |
| 2  | Gianmarco Tamberi   | 1               | 0               | 0               | 1        | 0        | 0        | 3       | 0       | 0       | 5      | 0      | 0      | 5      |
| 3  | Pietro Mennea       | 1               | 0               | 2               | 0        | 1        | 1        | 3       | 2       | 1       | 4      | 3      | 4      | 11     |
| 4  | Adolfo Consolini    | 1               | 1               | 0               | -        | -        | -        | 3       | 0       | 0       | 4      | 1      | 0      | 5      |
| 5  | Maurizio Damilano   | 1               | 0               | 2               | 2        | 0        | 0        | 0       | 1       | 0       | 3      | 1      | 2      | 6      |
| 6  | Abdon Pamich        | 1               | 0               | 1               | -        | -        | -        | 2       | 1       | 0       | 3      | 1      | 1      | 5      |
| 7  | Alberto Cova        | 1               | 0               | 0               | 1        | 0        | 0        | 1       | 1       | 0       | 3      | 1      | 0      | 4      |
| 7  | Annarita Sidoti     | 0               | 0               | 0               | 1        | 0        | 0        | 2       | 1       | 0       | 3      | 1      | 0      | 4      |
| 9  | Stefano Baldini     | 1               | 0               | 0               | 0        | 0        | 2        | 2       | 0       | 0       | 3      | 0      | 2      | 5      |
| 10 | Gelindo Bordin      | 1               | 0               | 0               | 0        | 0        | 1        | 2       | 0       | 0       | 3      | 0      | 1      | 4      |
| 10 | Ugo Frigerio        | 3               | 0               | 1               | -        | -        | -        | -       | -       | -       | 3      | 0      | 1      | 4      |
| 12 | Fiona May           | 0               | 2               | 0               | 2        | 1        | 1        | 0       | 1       | 1       | 2      | 4      | 2      | 8      |
| 13 | Sara Simeoni        | 1               | 2               | 0               | -        | -        | -        | 1       | 0       | 2       | 2      | 2      | 2      | 6      |
| 14 | Filippo Tortu       | 1               | 0               | 0               | 0        | 1        | 0        | 1       | 1       | 1       | 2      | 2      | 1      | 5      |
| 15 | Francesco Panetta   | 0               | 0               | 0               | 1        | 1        | 0        | 1       | 1       | 0       | 2      | 2      | 0      | 4      |
| 16 | Salvatore Antibo    | 0               | 1               | 0               | 0        | 0        | 0        | 2       | 0       | 1       | 2      | 1      | 1      | 4      |
| 17 | Antonella Palmisano | 1               | 0               | 0               | 0        | 0        | 2        | 1       | 0       | 1       | 2      | 0      | 3      | 5      |
| 18 | Luigi Beccali       | 1               | 0               | 1               | -        | -        | -        | 1       | 0       | 1       | 2      | 0      | 2      | 4      |

## Bilancio vittorie per specialità

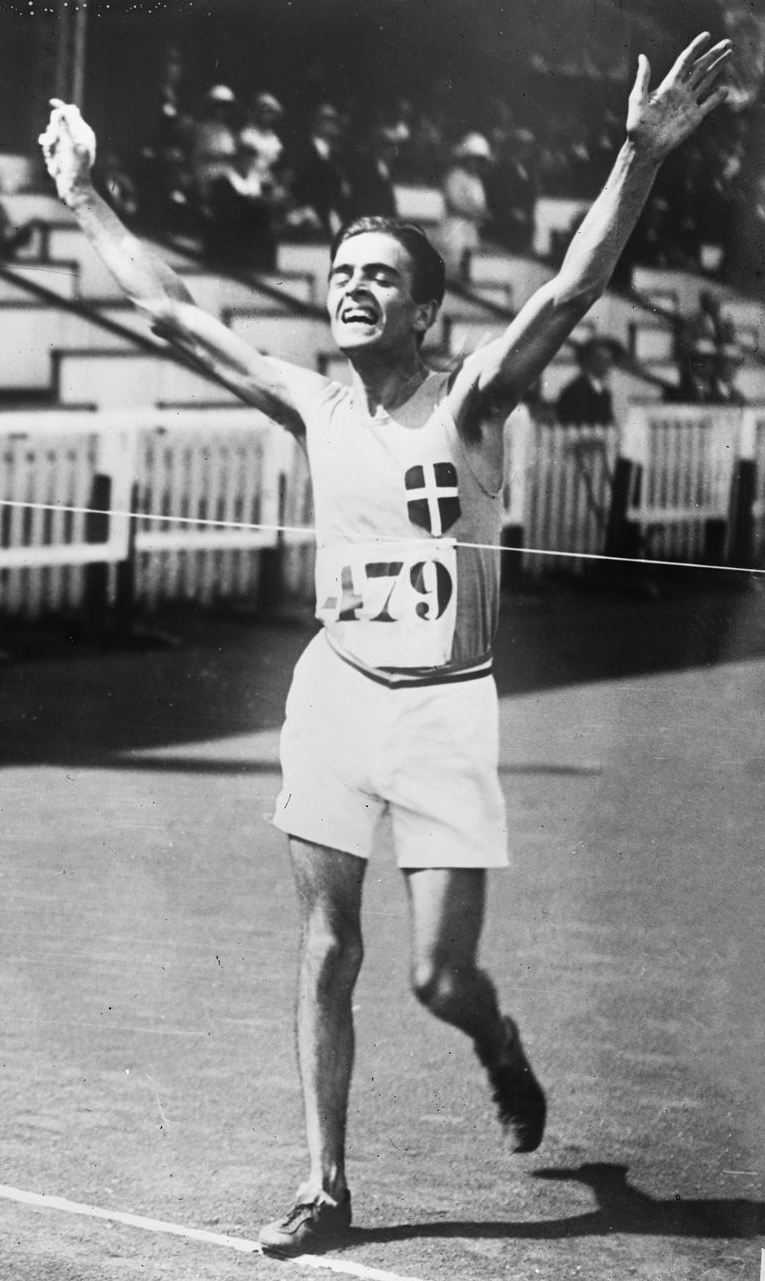
Ugo Frigerio, tre ori e un bronzo in tre edizioni dei Giochi olimpici

| Specialità             | Uomini | Uomini | Uomini | Uomini | Uomini | Donne | Donne | Donne | Donne | Donne |
| ---------------------- | ------ | ------ | ------ | ------ | ------ | ----- | ----- | ----- | ----- | ----- |
| Specialità             | G.O.   | M.     | M.I.   | E.     | E.I.   | G.O.  | M.    | M.I.  | E.    | E.I.  |
| 50 / 60 m piani        | -      |        | 1      |        | 3      |       |       | -     |       | -     |
| 100 m piani            | 1      | -      |        | 2      |        | -     | -     |       | -     |       |
| 200 m piani            | 2      | -      | -      | 2      | 2      | -     | -     | -     | -     | -     |
| 400 m piani            | -      | -      | -      | -      | 1      | -     | -     | -     | 2     | -     |
| 800 m piani            | -      | -      | -      | 1      | 1      | -     | -     | -     | -     | -     |
| 1500 m piani           | 1      | -      | -      | 2      | -      | 1     | -     | -     | -     | 2     |
| 3000 m piani           |        |        | 2      |        | 2      | -     | -     | -     | -     | 2     |
| 5000 m piani           | -      | -      |        | 2      |        | -     | -     |       | -     |       |
| 10000 m piani          | 1      | 1      |        | 4      |        | -     | -     |       | -     |       |
| Maratona               | 2      | -      |        | 5      |        | -     | -     |       | 2     |       |
| Maratona a squadre     |        |        |        | 1      |        |       |       |       | -     |       |
| 50 / 60 m hs           |        |        | -      |        | 3      |       |       | -     |       | -     |
| 80 / 100 / 110 m hs    | -      | -      |        | 2      |        | 1     | -     |       | 1     |       |
| 400 m hs               | -      | 1      |        | 3      |        | -     | -     |       | -     |       |
| 3000 m siepi           | -      | 1      |        | 2      |        | -     | -     |       | -     |       |
| Salto in alto          | 1      | -      | 1      | 2      | 1      | 1     | -     | -     | 1     | 5     |
| Salto con l'asta       | -      | 1      | -      | -      | 1      | -     | -     | -     | -     | -     |
| Salto in lungo         | -      | -      | -      | 1      | 1      | -     | 2     | 1     | -     | 1     |
| Salto triplo           | -      | -      | 1      | 1      | 2      | -     | -     | -     | -     | 1     |
| Getto del peso         | 1      | -      | -      | -      | 1      | -     | -     | -     | -     | 1     |
| Lancio del disco       | 1      | -      |        | 3      |        | -     | -     |       | -     |       |
| Lancio del martello    | -      | -      |        | -      |        | -     | -     |       | 1     |       |
| Lancio del giavellotto | -      | -      |        | -      |        | -     | -     |       | -     |       |
| Prove multiple         | -      | -      | -      | -      | -      | -     | -     | -     | -     | -     |
| Marcia 3000 / 5000 m   | 1      |        | -      |        | 2      |       |       | 1     |       | 1     |
| Marcia 10000 m / 10 km | 2      |        |        | -      |        | -     | 1     |       | 1     |       |
| Marcia 20 km           | 3      | 3      |        | 1      |        | 1     | -     |       | 1     |       |
| Marcia 35 km           |        | 1      |        | -      |        |       | -     |       | -     |       |
| Marcia 50 km           | 3      | 1      |        | 3      |        |       | -     |       | -     |       |
| Staffetta 4×100 m      | 1      | -      |        | -      |        | -     | -     |       | -     |       |
| Staffetta 4×400 m      | -      | -      | -      | -      | 1      | -     | -     | -     | -     | -     |
| Totale                 | 20     | 9      | 5      | 37     | 21     | 4     | 3     | 2     | 8     | 13    |

## Riepilogo medaglie (Giochi olimpici, Mondiali, Europei)

### 1900-1909
| Competizione                         | Oro               | Argento              | Bronzo            | Tot. |
| ------------------------------------ | ----------------- | -------------------- | ----------------- | ---- |
| 2ª Olimpiade (Parigi 1900) 0 - 0     | -- -- -- -- -- -- | -- -- -- -- -- --    | -- -- -- -- -- -- | 0    |
| 4ª Olimpiade (Londra 1908) 0 - 1 - 0 | -- -- -- -- -- -- | Emilio Lunghi (800m) | -- -- -- -- -- -- | 1    |

<La Nazionale di atletica leggera dell'Italia non partecipa ai Giochi Olimpici di Atene (1896) e Saint Louis (1904)>

### 1910-1919
| Competizione                        | Oro               | Argento           | Bronzo                          | Tot. |
| ----------------------------------- | ----------------- | ----------------- | ------------------------------- | ---- |
| 5ª Olimpiade (Stoccolma 1912) 0 - 1 | -- -- -- -- -- -- | -- -- -- -- -- -- | Fernando Altimani (10km marcia) | 1    |

<La 6ª Olimpiade non si svolge a causa della prima guerra mondiale>

### 1920-1929
| Competizione                          | Oro                                                  | Argento                  | Bronzo                                            | Tot. |
| ------------------------------------- | ---------------------------------------------------- | ------------------------ | ------------------------------------------------- | ---- |
| 7ª Olimpiade (Anversa 1920) 2 - 0 - 2 | Ugo Frigerio (3km marcia) Ugo Frigerio (10km marcia) | -- -- -- -- -- --        | Valerio Arri (maratona) Ernesto Ambrosini (siepi) | 4    |
| 8ª Olimpiade (Parigi 1924) 1 - 0      | Ugo Frigerio (10km marcia)                           | Romeo Bertini (maratona) | -- -- -- -- -- --                                 | 2    |
| 9ª Olimpiade (Amsterdam 1928) 0 - 0   | -- -- -- -- -- --                                    | -- -- -- -- -- --        | -- -- -- -- -- --                                 | 0    |

### 1930-1939
| Competizione                               | Oro                      | Argento                                                                                                  | Bronzo | Tot. |
| ------------------------------------------ | ------------------------ | --- | --- | ---- |
| 10ª Olimpiade (Los Angeles 1932) 1 - 0 - 2 | Luigi Beccali (1500m)    | -- -- -- -- -- --                                                                                        | Ugo Frigerio (50km marcia) Staffetta 4x100m masch. (Giuseppe Castelli, Gabriele Salviati, Ruggero Maregatti, Edgardo Toetti)       | 3    |
| 1^ Europeo (Torino 1934) 1 - 2 - 2         | Luigi Beccali (1500m)    | Mario Lanzi (800m) Fernando Vandelli (martello)                                                          | Ettore Rivolta (50 km marcia) Aurelio Genghini (maratona)                                                                          | 5    |
| 11ª Olimpiade (Berlino 1936) 1 - 2 - 2     | Ondina Valla (80m hs)    | Mario Lanzi (800m) Staffetta 4x100m masch. (Orazio Mariani, Gianni Caldana, Elio Ragni, Tullio Gonnelli) | Luigi Beccali (1500m) Giorgio Oberweger (peso)                                                                                     | 5    |
| 2^ Europeo (Parigi 1938) 1 - 4 - 3         | Claudia Testoni (80m hs) | Orazio Mariani (100m) Giuseppe Beviacqua (10000m) Arturo Maffei (lungo) Giorgio Oberweger (disco)        | Mario Lanzi (800m) Luigi Beccali (1500m) Staffetta 4x100m femm. (Maria Alfero, Maria Apollonio, Rosetta Cattaneo, Italia Lucchini) | 8    |

### 1940-1949
< La 12ª Olimpiade (1940) e la 13ª Olimpiade (1944) non si svolgono a causa della seconda guerra mondiale.>
| Competizione                          | Oro                      | Argento                                                              | Bronzo                                                                        | Tot. |
| ------------------------------------- | ------------------------ | -------------------------------------------------------------------- | ----------------------------------------------------------------------------- | ---- |
| 3^ Europeo (Oslo 1946) 1 - 2          | Adolfo Consolini (disco) | Giuseppe Tosi (disco)                                                | Carlo Monti (100m) Amelia Piccinini (peso)                                    | 4    |
| 14ª Olimpiade (Londra 1948) 1 - 3 - 1 | Adolfo Consolini (disco) | Giuseppe Tosi (disco) Edera Cordiale (disco) Amelia Piccinini (peso) | Staffetta 4×100m (Carlo Monti, Enrico Perucconi, Antonio Siddi, Michele Tito) | 5    |

### 1950-1959
| Competizione                          | Oro                                                                           | Argento | Bronzo                                                                                 | Tot. |
| ------------------------------------- | ----------------------------------------------------------------------------- | --- | -------------------------------------------------------------------------------------- | ---- |
| 4^ Europeo (Bruxelles 1950) 3 - 5 - 1 | Adolfo Consolini (disco) Armando Filiput (400m hs) Pino Dordoni (50km marcia) | Franco Leccese (100m) Angiolo Profeti (peso) Giuseppe Tosi (disco) Teseo Taddia (martello) Staffetta 4x400m masch. (Baldassare Porto, Armando Filiput, Luigi Paterlini, Antonio Siddi) | Edera Cordiale (disco)                                                                 | 9    |
| 15ª Olimpiade (Helsinki 1952) 1 - 0   | Pino Dordoni (50km marcia)                                                    | Adolfo Consolini (disco) | -- -- -- -- -- --                                                                      | 2    |
| 5^ Europeo (Berna 1954) 1 - 1         | Adolfo Consolini (disco)                                                      | Giuseppe Tosi (disco) | Staffetta 4x100m femm. (Maria Musso, Giuseppina Leone, Letizia Bertoni, Milena Greppi) | 3    |
| 16ª Olimpiade (Melbourne 1956) 0 - 0  | -- -- -- -- -- --                                                             | -- -- -- -- -- -- | -- -- -- -- -- --                                                                      | 0    |
| 6^ Europeo (Stoccolma 1958) 0 - 1 - 0 | -- -- -- -- -- --                                                             | Abdon Pamich (50 km marcia) | -- -- -- -- -- --                                                                      | 1    |

### 1960-1969
| Competizione                                 | Oro                                                                        | Argento                                                                     | Bronzo                                                      | Tot. |
| -------------------------------------------- | -------------------------------------------------------------------------- | --------------------------------------------------------------------------- | ----------------------------------------------------------- | ---- |
| 17ª Olimpiade (Roma 1960) 1 - 0 - 2          | Livio Berruti (200m)                                                       | -- -- -- -- -- --                                                           | Abdon Pamich (50km marcia) Giuseppina Leone (100m)          | 3    |
| 7^ Europeo (Belgrado 1962) 2 - 1 - 1         | Salvatore Morale (400m hs) Abdon Pamich (50km marcia)                      | Giovanni Cornacchia (110m hs)                                               | Sergio Ottolina (200m)                                      | 4    |
| 18ª Olimpiade (Tokyo 1964) 1 - 0 - 1         | Abdon Pamich (50km marcia)                                                 | -- -- -- -- -- --                                                           | Salvatore Morale (400m hs)                                  | 2    |
| Europeo indoor (Dortmund 1966) 1 - 0         | Eddy Ottoz (60m hs)                                                        | Staffetta svedese (Bruno Bianchi, Ito Giani, Sergio Ottolina, Sergio Bello) | -- -- -- -- -- --                                           | 2    |
| 8^ Europeo (Budapest 1966) 3 - 0 - 0         | Eddy Ottoz (110m hs) Roberto Frinolli (400m hs) Abdon Pamich (50km marcia) | -- -- -- -- -- --                                                           | -- -- -- -- -- --                                           | 3    |
| Europeo indoor (Praga 1967) 2 - 0 - 0        | Pasquale Giannattasio (50m) Eddy Ottoz (50m hs)                            | -- -- -- -- -- --                                                           | -- -- -- -- -- --                                           | 2    |
| Europeo indoor (Madrid 1968) 1 - 0 - 0       | Eddy Ottoz (50m hs)                                                        | -- -- -- -- -- --                                                           | -- -- -- -- -- --                                           | 1    |
| 19ª Olimpiade (Città del Messico 1968) 0 - 2 | -- -- -- -- -- --                                                          | -- -- -- -- -- --                                                           | Eddy Ottoz (110m hs) Giuseppe Gentile (triplo)              | 2    |
| 9^ Europeo (Atene 1969) 1 - 0 - 3            | Eddy Ottoz (110m hs)                                                       | -- -- -- -- -- --                                                           | Erminio Azzaro (alto) Aldo Righi (asta) Paola Pigni (1500m) | 4    |

### 1970-1979
| Competizione                                     | Oro                                                                                  | Argento | Bronzo | Tot. |
| ------------------------------------------------ | ------------------------------------------------------------------------------------ | --- | --- | ---- |
| 1^ Europeo indoor (Vienna 1970) 0 - 0            | -- -- -- -- -- --                                                                    | -- -- -- -- -- --                                                                                                | -- -- -- -- -- -- | 0    |
| 2^ Europeo indoor (Sofia 1971) 0 - 2             | -- -- -- -- -- --                                                                    | -- -- -- -- -- --                                                                                                | Gianni Del Buono (1500m) Sergio Liani (60m hs) | 2    |
| 10^ Europeo (Helsinki 1971) 1 - 3                | Franco Arese (1500m)                                                                 | Marcello Fiasconaro (400m)                                                                                       | Renato Dionisi (asta) Staffetta 4x100m masch. (Vincenzo Guerini, Pietro Mennea, Pasqualino Abeti, Ennio Preatoni) Staffetta 4x400m masch. (Lorenzo Cellerino, Giacomo Puosi, Sergio Bello, Marcello Fiasconaro) | 5    |
| 3^ Europeo indoor (Grenoble 1972) 0 - 0          | -- -- -- -- -- --                                                                    | -- -- -- -- -- --                                                                                                | -- -- -- -- -- -- | 0    |
| 20ª Olimpiade (Monaco 1972) 0 - 2                | -- -- -- -- -- --                                                                    | -- -- -- -- -- --                                                                                                | Pietro Mennea (200m) Paola Pigni (1500m) | 2    |
| 4^ Europeo indoor (Rotterdam 1973) 1 - 0 - 0     | Renato Dionisi (asta)                                                                | -- -- -- -- -- --                                                                                                | -- -- -- -- -- -- | 1    |
| 5^ Europeo indoor (Göteborg 1974) 0 - 0          | -- -- -- -- -- --                                                                    | -- -- -- -- -- --                                                                                                | -- -- -- -- -- -- | 0    |
| 11^ Europeo (Roma 1974) 1 - 2 - 2                | Pietro Mennea (200m)                                                                 | Pietro Mennea (100m) Staffetta 4x100m masch. (Vincenzo Guerini, Norberto Oliosi, Luigi Benedetti, Pietro Mennea) | Giuseppe Cindolo (10000m) Sara Simeoni (alto) | 5    |
| 6^ Europeo indoor (Katowice 1975) 0 - 0          | -- -- -- -- -- --                                                                    | -- -- -- -- -- --                                                                                                | -- -- -- -- -- -- | 0    |
| 7^ Europeo indoor (Monaco 1976) 0 - 1            | -- -- -- -- -- --                                                                    | -- -- -- -- -- --                                                                                                | Renato Dionisi (asta) | 1    |
| 21ª Olimpiade (Montreal 1976) 0 - 1 - 0          | -- -- -- -- -- --                                                                    | Sara Simeoni (alto)                                                                                              | -- -- -- -- -- -- | 1    |
| 8^ Europeo indoor (San Sebastien 1977) 1 - 0 - 2 | Sara Simeoni (alto)                                                                  | -- -- -- -- -- --                                                                                                | Rita Bottiglieri (60m) Rita Bottiglieri (60m hs) | 3    |
| 9^ Europeo indoor (Milano 1978) 2 - 1 - 1        | Pietro Mennea (400m) Sara Simeoni (alto)                                             | Rita Bottiglieri (400m)                                                                                          | Giuseppe Buttari (60m hs) | 4    |
| 12^ Europeo (Praga 1978) 4 - 1 - 0               | Pietro Mennea (100m) Pietro Mennea (200m) Venanzio Ortis (5000m) Sara Simeoni (alto) | Venanzio Ortis (10000m)                                                                                          | -- -- -- -- -- -- | 5    |
| 10^ Europeo indoor (Vienna 1979) 0 - 1 - 0       | -- -- -- -- -- --                                                                    | Stefano Malinverni (400m)                                                                                        | -- -- -- -- -- -- | 1    |

### 1980-1989
| Competizione                                     | Oro                                                                            | Argento | Bronzo                                                                                     | Tot. |
| ------------------------------------------------ | ------------------------------------------------------------------------------ | --- | ------------------------------------------------------------------------------------------ | ---- |
| 11^ Europeo indoor (Sindelfingen 1980) 1 - 0 - 0 | Sara Simeoni (alto)                                                            | -- -- -- -- -- -- | -- -- -- -- -- --                                                                          | 1    |
| 22ª Olimpiade (Mosca 1980) 3 - 0 - 1             | Pietro Mennea (200m) Sara Simeoni (alto) Maurizio Damilano (20km marcia)       | -- -- -- -- -- -- | Staffetta 4×400m masch. (Roberto Tozzi, Mauro Zuliani, Stefano Malinverni, Pietro Mennea)  | 4    |
| 12^ Europeo indoor (Grenoble 1981) 2 - 1 - 1     | Sara Simeoni (alto) Agnese Possamai (1500m)                                    | Maurizio Damilano (5km marcia) | Stefano Malinverni (400m)                                                                  | 4    |
| 13^ Europeo indoor (Milano 1982) 3 - 2 - 2       | Gabriella Dorio (1500m) Agnese Possamai (3000m) Maurizio Damilano (5km marcia) | Alberto Cova (3000m) Carlo Mattioli (5km marcia) | Michele Di Pace (200m) Giovanni Evangelisti (lungo)                                        | 7    |
| 13^ Europeo (Atene 1982) 1 - 2 - 2               | Alberto Cova (10000m)                                                          | Pierfrancesco Pavoni (100m) Laura Fogli (maratona) | Gabriella Dorio (1500m) Sara Simeoni (alto)                                                | 5    |
| 14^ Europeo indoor (Budapest 1983) 1 - 2         | Stefano Tilli (60m)                                                            | Agnese Possamai (3000m) | Massimo Di Giorgio (alto) Marisa Masullo (60m)                                             | 4    |
| 1^ Mondiale (Helsinki 1983) 1 - 1                | Alberto Cova (10000 m)                                                         | Staffetta 4x100m masch. (Stefano Tilli, Carlo Simionato, Pierfrancesco Pavoni, Pietro Mennea)                                                                 | Pietro Mennea (200m)                                                                       | 3    |
| 15^ Europeo indoor (Göteborg 1984) 1 - 4 - 3     | Donato Sabia (800m)                                                            | Antonio Ullo (60m) Roberto Tozzi (400m) Riccardo Materazzi (1500m) Erica Rossi (400m)                                                                         | Giovanni Bongiorni (200m) Alessandro Andrei (peso) Stefania Lazzaroni (lungo)              | 8    |
| 23ª Olimpiade (Los Angeles 1984) 3 - 1 - 3       | Alberto Cova (10000m) Alessandro Andrei (peso) Gabriella Dorio (1500m)         | Sara Simeoni (alto) | Giovanni Evangelisti (lungo) Maurizio Damilano (20km marcia) Sandro Bellucci (50km marcia) | 7    |
| 16^ Europeo indoor (Pireo 1985) 2 - 0 - 0        | Stefano Tilli (200m) Agnese Possamai (3000m)                                   | -- -- -- -- -- -- | -- -- -- -- -- --                                                                          | 2    |
| Mondiale indoor (Parigi 1985) 1 - 2 - 1          | Giuliana Salce (3km marcia)                                                    | Maurizio Damilano (5km marcia) Agnese Possamai (3000m) | Giovanni Evangelisti (triplo)                                                              | 4    |
| 17^ Europeo indoor (Madrid 1986) 0 - 2 - 1       | -- -- -- -- -- --                                                              | Stefano Mei (3000m) Daniele Fontecchio (60m hs) | Marco Montelatici (peso)                                                                   | 3    |
| 14^ Europeo (Stoccarda 1986) 2 - 6 - 2           | Stefano Mei (10000m) Gelindo Bordin (maratona)                                 | Stefano Mei (5000m) Alberto Cova (10000m) Francesco Panetta (3000m siepi) Orlando Pizzolato (maratona) Maurizio Damilano (20km marcia) Laura Fogli (maratona) | Salvatore Antibo (10000m) Giovanni Evangelisti (lungo)                                     | 10   |
| 18^ Europeo indoor (Liévin 1987) 0 - 3 - 1       | -- -- -- -- -- --                                                              | Pierfrancesco Pavoni (60m) Giovanni Evangelisti (lungo) Giuliana Salce (3km marcia)                                                                           | Antonio Ullo (60m)                                                                         | 4    |
| 1^ Mondiale indoor (Indianapolis 1987) 0 - 1 - 2 | -- -- -- -- -- --                                                              | Giuliana Salce (3km marcia) | Pierfrancesco Pavoni (60m) Giovanni Evangelisti (triplo)                                   | 3    |
| 2^ Mondiale (Roma 1987) 2 - 1                    | Francesco Panetta (3000 siepi) Maurizio Damilano (20km marcia)                 | Francesco Panetta (10000m) Alessandro Andrei (peso) | Gelindo Bordin (maratona)                                                                  | 5    |
| 19^ Europeo indoor (Budapest 1988) 0 - 1         | -- -- -- -- -- --                                                              | -- -- -- -- -- -- | Giovanni Evangelisti (lungo)                                                               | 1    |
| 24ª Olimpiade (Seul 1988) 1 - 1                  | Gelindo Bordin (maratona)                                                      | Salvatore Antibo (10000m) | Maurizio Damilano (20km marcia)                                                            | 3    |
| 20^ Europeo indoor (L'Aia 1989) 0 - 1 - 1        | -- -- -- -- -- --                                                              | Ileana Salvador (3km marcia) | Giovanni De Benedictis (5km marcia)                                                        | 2    |
| 2^ Mondiale indoor (Budapest 1989) 0 - 3         | -- -- -- -- -- --                                                              | -- -- -- -- -- -- | Pierfrancesco Pavoni (60m) Tonino Viali (800m) Ileana Salvador (3km marcia)                | 3    |

### 1990-1999
| Competizione                                   | Oro | Argento | Bronzo | Tot. |
| ---------------------------------------------- | --- | --- | --- | ---- |
| 21^ Europeo indoor (Glasgow 1990) 1 - 3 - 1    | Sandro Floris (200m) | Pierfrancesco Pavoni (60m) Giovanni De Benedictis (5km marcia) Ileana Salvador (3km marcia)                 | Annarita Sidoti (3km marcia) | 5    |
| 15^ Europeo (Spalato 1990) 5 - 2 - 5           | Salvatore Antibo (5000m) Salvatore Antibo (10000m) Francesco Panetta (3000m siepi) Gelindo Bordin (maratona) Annarita Sidoti (10km marcia) | Gennaro Di Napoli (1500m) Gianni Poli (maratona)                                                            | Stefano Mei (10000m) Alessandro Lambruschini (3000m siepi) Staffetta 4x100m masch. (Mario Longo, Ezio Madonia, Sandro Floris, Stefano Tilli) Roberta Brunet (5000m) Ileana Salvador (10km marcia) | 12   |
| 3^ Mondiale indoor (Siviglia 1991) 0 - 1 - 3   | -- -- -- -- -- -- | Giovanni De Benedictis (5km marcia)                                                                         | Giovanni Evangelisti (lungo) Staffetta 4x400m masch. (Marco Vaccari, Vito Petrella, Alessandro Aimar, Andrea Nuti) Ileana Salvador (3km marcia)                                                   | 4    |
| 3^ Mondiale (Tokyo 1991) 1 - 0 - 0             | Maurizio Damilano (20km marcia) | -- -- -- -- -- --                                                                                           | -- -- -- -- -- -- | 1    |
| 22^ Europeo indoor (Genova 1992) 2 - 1         | Gennaro Di Napoli (3000m) Giovanni De Benedictis (5km marcia)                                                                              | Andrea Nuti (400m) Ileana Salvador (3km marcia)                                                             | Tonino Viali (800m) | 5    |
| 25ª Olimpiade (Barcellona 1992) 0 - 1          | -- -- -- -- -- -- | -- -- -- -- -- --                                                                                           | Giovanni De Benedictis (20km marcia) | 1    |
| 4^ Mondiale indoor (Toronto 1993) 1 - 0 - 1    | Gennaro Di Napoli (3000m) | -- -- -- -- -- --                                                                                           | Ileana Salvador (3km marcia) | 2    |
| 4^ Mondiale (Stoccarda 1993) 0 - 3 - 1         | -- -- -- -- -- -- | Giuseppe D'Urso (800m) Giovanni De Benedictis (20km marcia) Ileana Salvador (10km marcia)                   | Alessandro Lambruschini (3000 siepi) | 4    |
| 23^ Europeo indoor (Parigi 1994) 1 - 0 - 0     | Annarita Sidoti (3km marcia) | -- -- -- -- -- --                                                                                           | -- -- -- -- -- -- | 1    |
| 16^ Europeo (Helsinki 1994) 2 - 3 - 3          | Alessandro Lambruschini (siepi) Andrea Benvenuti (800m)                                                                                    | Angelo Carosi (3000m siepi) Maria Curatolo (maratona) Annarita Sidoti (10km marcia)                         | Giovanni Perricelli (50km marcia) Staffetta 4x100m masch. (Ezio Madonia, Domenico Nettis, Giorgio Marras, Sandro Floris) Fiona May (lungo)                                                        | 8    |
| 5^ Mondiale indoor (Barcellona 1995) 1 - 0 - 1 | Gennaro Di Napoli (3000m) | -- -- -- -- -- --                                                                                           | Staffetta 4x400m masch. (Fabio Grossi, Andrea Nuti, Roberto Mazzoleni, Ashraf Saber) | 2    |
| 5^ Mondiale (Göteborg 1995) 2 - 2              | Fiona May (lungo) Michele Didoni (20km marcia)                                                                                             | Elisabetta Perrone (10km marcia) Giovanni Perricelli (50km marcia)                                          | Ornella Ferrara (maratona) Staffetta 4x100m masch. (Giovanni Puggioni, Ezio Madonia, Angelo Cipolloni, Sandro Floris)                                                                             | 6    |
| 24^ Europeo indoor (Stoccolma 1996) 1 - 1      | Paolo Dal Soglio (peso) | Giuseppe D'Urso (800m)                                                                                      | Ashraf Saber (400m) | 3    |
| 26ª Olimpiade (Atlanta 1996) 0 - 2 - 2         | -- -- -- -- -- -- | Elisabetta Perrone (10km marcia) Fiona May (lungo)                                                          | Alessandro Lambruschini (siepi) Roberta Brunet (5000m) | 4    |
| 6^ Mondiale indoor (Parigi 1997) 1 - 0 - 0     | Fiona May (lungo) | -- -- -- -- -- --                                                                                           | -- -- -- -- -- -- | 1    |
| 6^ Mondiale (Atene 1997) 1 - 1                 | Annarita Sidoti (10km marcia) | Roberta Brunet (5000m)                                                                                      | Fiona May (lungo) | 3    |
| 25^ Europeo indoor (Valencia 1998) 1 - 0       | Fiona May (lungo) | Ashraf Saber (400m)                                                                                         | -- -- -- -- -- -- | 2    |
| 17^ Europeo (Budapest 1998) 2 - 4 - 3          | Stefano Baldini (maratona) Annarita Sidoti (10km marcia)                                                                                   | Alessandro Lambruschini (3000m siepi) Danilo Goffi (maratona) Erica Alfridi (10km marcia) Fiona May (lungo) | Fabrizio Mori (400m hs) Vincenzo Modica (maratona) Maura Viceconte (maratona) | 9    |
| 7^ Mondiale indoor (Maebashi 1999) 0 - 0       | -- -- -- -- -- -- | -- -- -- -- -- --                                                                                           | -- -- -- -- -- -- | 0    |
| 7^ Mondiale (Siviglia 1999) 2 - 0              | Fabrizio Mori (400 hs) Ivano Brugnetti (50km marcia)                                                                                       | Fiona May (lungo) Vincenzo Modica (maratona)                                                                | -- -- -- -- -- -- | 4    |

### 2000-2009
| Competizione                                | Oro | Argento                                                                                      | Bronzo                                                                                    | Tot. |
| ------------------------------------------- | --- | -------------------------------------------------------------------------------------------- | ----------------------------------------------------------------------------------------- | ---- |
| 26^ Europeo indoor (Gand 2000) 0 - 1 - 1    | -- -- -- -- -- --                                                                                                  | Staffetta 4x400m femm. (Francesca Carbone, Carla Barbarino, Patrizia Spuri, Virna De Angeli) | Paolo Camossi (triplo)                                                                    | 2    |
| 27ª Olimpiade (Sydney 2000) 0 - 2 - 0       | -- -- -- -- -- --                                                                                                  | Nicola Vizzoni (martello) Fiona May (lungo)                                                  | -- -- -- -- -- --                                                                         | 2    |
| 8^ Mondiale indoor (Lisbona 2001) 1 - 0 - 0 | Paolo Camossi (triplo)                                                                                             | -- -- -- -- -- --                                                                            | -- -- -- -- -- --                                                                         | 1    |
| 8^ Mondiale (Edmonton 2001) 1 - 2           | Fiona May (lungo)                                                                                                  | Fabrizio Mori (400m hs)                                                                      | Stefano Baldini (maratona) Elisabetta Perrone (20km marcia)                               | 4    |
| 27^ Europeo indoor (Vienna 2002) 0 - 1 - 1  | -- -- -- -- -- --                                                                                                  | Assunta Legnante (peso)                                                                      | Staffetta 4x400m femm. (Daniela Reina, Patrizia Spuri, Carla Barbarino, Danielle Perpoli) | 2    |
| 18^ Europeo (Monaco 2002) 1 - 0 - 3         | Maria Guida (maratona)                                                                                             | -- -- -- -- -- --                                                                            | Manuela Levorato (100m) Manuela Levorato (200m) Erica Alfridi (20km marcia)               | 4    |
| 9^ Mondiale indoor (Birmingham 2003) 0 - 0  | -- -- -- -- -- --                                                                                                  | -- -- -- -- -- --                                                                            | -- -- -- -- -- --                                                                         | 0    |
| 9^ Mondiale (Parigi 2003) 1 - 0 - 2         | Giuseppe Gibilisco (asta)                                                                                          | -- -- -- -- -- --                                                                            | Magdelín Martínez (triplo) Stefano Baldini (maratona)                                     | 3    |
| 10^ Mondiale indoor (Budapest 2004) 0 - 0   | -- -- -- -- -- --                                                                                                  | -- -- -- -- -- --                                                                            | -- -- -- -- -- --                                                                         | 0    |
| 28ª Olimpiade (Atene 2004) 2 - 0 - 1        | Ivano Brugnetti (20km marcia) Stefano Baldini (maratona)                                                           | -- -- -- -- -- --                                                                            | Giuseppe Gibilisco (asta)                                                                 | 3    |
| 28^ Europeo indoor (Madrid 2005) 0 - 1 - 0  | -- -- -- -- -- --                                                                                                  | Magdelín Martínez (triplo)                                                                   | -- -- -- -- -- --                                                                         | 1    |
| 10^ Mondiale (Helsinki 2005) 0 - 1          | -- -- -- -- -- --                                                                                                  | -- -- -- -- -- --                                                                            | Alex Schwazer (marcia 50 km)                                                              | 1    |
| 11^ Mondiale indoor (Mosca 2006) 0 - 1      | -- -- -- -- -- --                                                                                                  | -- -- -- -- -- --                                                                            | Andrew Howe (lungo)                                                                       | 1    |
| 19^ Europeo (Göteborg 2006) 2 - 0 - 1       | Stefano Baldini (maratona) Andrew Howe (lungo)                                                                     | -- -- -- -- -- --                                                                            | Elisa Rigaudo (km marcia)                                                                 | 3    |
| 29^ Europeo indoor (Torino 2007) 3 - 1 - 2  | Cosimo Caliandro (3000m) Andrew Howe (lungo) Assunta Legnante (peso)                                               | Antonietta Di Martino (alto)                                                                 | Maurizio Bobbato (800m) Silvia Weissteiner (3000m)                                        | 6    |
| 11^ Mondiale (Osaka 2007) 0 - 2 - 1         | -- -- -- -- -- --                                                                                                  | Antonietta Di Martino (alto) Andrew Howe (lungo)                                             | Alex Schwazer (marcia 50 km)                                                              | 3    |
| 12^ Mondiale indoor (Valencia 2008) 0 - 0   | -- -- -- -- -- --                                                                                                  | -- -- -- -- -- --                                                                            | -- -- -- -- -- --                                                                         | 0    |
| 29ª Olimpiade (Pechino 2008) 1 - 0 - 1      | Alex Schwazer (50km marcia)                                                                                        | -- -- -- -- -- --                                                                            | Elisa Rigaudo (20km marcia)                                                               | 2    |
| 30^ Europeo indoor (Torino 2009) 2 - 2      | Fabrizio Donato (triplo) Staffetta 4x400m masch. (Jacopo Marin, Matteo Galvan, Domenico Rao, Claudio Licciardello) | Claudio Licciardello (400m) Fabio Cerutti (60m)                                              | Emanuele Di Gregorio (60m) Elisa Cusma (800m)                                             | 6    |
| 12^ Mondiale (Berlino 2009) 0 - 2           | -- -- -- -- -- --                                                                                                  | -- -- -- -- -- --                                                                            | Giorgio Rubino (marcia 20 km) Antonietta Di Martino (alto)                                | 2    |

### 2010-2019
| Competizione                                  | Oro                                                               | Argento | Bronzo | Tot. |
| --------------------------------------------- | ----------------------------------------------------------------- | --- | --- | ---- |
| 13^ Mondiale indoor (Doha 2010) 0 - 0         | -- -- -- -- -- --                                                 | -- -- -- -- -- -- | -- -- -- -- -- -- | 0    |
| 20^ Europeo (Barcellona 2010) 2 - 3 - 1       | Anna Incerti (maratona) Alex Schwazer (20km marcia)               | Nicola Vizzoni (martello) Staffetta 4x100m masch. (Roberto Donati, Simone Collio, Emanuele Di Gregorio, Maurizio Checcucci) Simona La Mantia (triplo) | Daniele Meucci (10000m) | 6    |
| 31^ Europeo indoor (Parigi 2011) 2 - 1 - 0    | Simona La Mantia (triplo) Antonietta Di Martino (alto)            | Fabrizio Donato (triplo) | -- -- -- -- -- -- | 3    |
| 13^ Mondiale (Daegu 2011) 0 - 1 - 1           | -- -- -- -- -- --                                                 | Elisa Rigaudo (20km marcia) | Antonietta Di Martino (alto) | 2    |
| 14^ Mondiale indoor (Istanbul 2012) 0 - 1 - 0 | -- -- -- -- -- --                                                 | Antonietta Di Martino (alto) | -- -- -- -- -- -- | 1    |
| 21^ Europeo (Helsinki 2012) 1 - 1             | Fabrizio Donato (triplo)                                          | Daniele Meucci (10000m) | Chiara Rosa (peso) | 3    |
| 30ª Olimpiade (Londra 2012) 0 - 1             | -- -- -- -- -- --                                                 | -- -- -- -- -- -- | Fabrizio Donato (triplo) | 1    |
| 32^ Europeo indoor (Göteborg 2013) 1 - 2 - 3  | Daniele Greco (triplo)                                            | Paolo Dal Molin (60m hs) Veronica Borsi (60m hs) | Michael Tumi (60m) Simona La Mantia (triplo) Chiara Rosa (peso) | 6    |
| 14^ Mondiale (Mosca 2013) 0 - 1 - 1           | -- -- -- -- -- --                                                 | Valeria Straneo (maratona) | ' Elisa Rigaudo (20km marcia) | 2    |
| 15^ Mondiale indoor (Sopot 2014) 0 - 0        | -- -- -- -- -- --                                                 | -- -- -- -- -- -- | -- -- -- -- -- -- | 0    |
| 22^ Europeo (Zurigo 2014) 2 - 1 - 0           | Daniele Meucci (maratona) Libania Grenot (400m)                   | Valeria Straneo (maratona) | -- -- -- -- -- -- | 3    |
| 33^ Europeo indoor (Praga 2015) 0 - 2 - 1     | -- -- -- -- -- --                                                 | Silvano Chesani (alto) Alessia Trost (alto) | Federica Del Buono (1500m) | 3    |
| 15^ Mondiale (Pechino 2015) 0 - 0             | -- -- -- -- -- --                                                 | -- -- -- -- -- -- | -- -- -- -- -- -- | 0    |
| 31ª Olimpiade (Rio de Janeiro 2016) 0 - 0     | -- -- -- -- -- --                                                 | -- -- -- -- -- -- | -- -- -- -- -- -- | 0    |
| 16^ Mondiale indoor (Portland 2016) 1 - 0 - 0 | Gianmarco Tamberi (alto)                                          | -- -- -- -- -- -- | -- -- -- -- -- -- | 1    |
| 23^ Europeo (Amsterdam 2016) 2 - 3            | Gianmarco Tamberi (alto) Libania Grenot (400m)                    | Veronica Inglese (mezza maratona) Mezza maratona a squadre (Veronica Inglese, Anna Incerti, Rosaria Console)                                          | Daniele Meucci (mezza maratona) Mezza maratona a squadre (Daniele Meucci, Stefano La Rosa, Ruggero Pertile) Staffetta 4x400m femm. (Maria Benedicta Chigbolu, Maria Enrica Spacca, Chiara Bazzoni, Libania Grenot) | 7    |
| 34^ Europeo indoor (Belgrado 2017) 0 - 1 - 0  | -- -- -- -- -- --                                                 | Fabrizio Donato (triplo) | -- -- -- -- -- -- | 1    |
| 16^ Mondiale (Londra 2017) 0 - 1              | -- -- -- -- -- --                                                 | -- -- -- -- -- -- | Antonella Palmisano (20km marcia) | 1    |
| 17^ Mondiale indoor (Birmingham 2018) 0 - 1   | -- -- -- -- -- --                                                 | -- -- -- -- -- -- | Alessia Trost (alto) | 1    |
| 24^ Europeo (Berlino 2018) 1 - 4              | Maratona a squadre (Yassine Rachik, Eyob Faniel, Stefano La Rosa) | Maratona a squadre (Sara Dossena, Catherine Bertone, Fatna Maraoui)                                                                                   | Yeman Crippa (10000m) Yohanes Chiappinelli (3000m siepi) Yassine Rachik (maratona) Antonella Palmisano (20km marcia)                                                                                               | 6    |
| 35^ Europeo indoor (Glasgow 2019) 1 - 0 - 1   | Gianmarco Tamberi (alto)                                          | -- -- -- -- -- -- | Staffetta 4x400m femm. (Raphaela Lukudo, Ayomide Folorunso, Chiara Bazzoni, Marta Milani) | 2    |
| 17^ Mondiale (Doha 2019) 0 - 1                | -- -- -- -- -- --                                                 | -- -- -- -- -- -- | Eleonora Giorgi (50km marcia) | 1    |

### 2020-2029
| Competizione                                              | Oro | Argento | Bronzo | Tot. |
| --------------------------------------------------------- | --- | --- | --- | ---- |
| 36^ Europeo indoor (Toruń 2021) 1 - 1                     | Marcell Jacobs (60m) | Gianmarco Tamberi (alto) | Paolo Dal Molin (60m hs) | 3    |
| 32ª Olimpiade (Tokyo 2021) 5 - 0 - 0                      | Gianmarco Tamberi (alto) Marcell Jacobs (100m) Staffetta 4×100m masch. (Lorenzo Patta, Marcell Jacobs, Fausto Desalu, Filippo Tortu) Antonella Palmisano (20km marcia) Massimo Stano (20km marcia) | -- -- -- -- -- -- | -- -- -- -- -- -- | 5    |
| 18^ Mondiale indoor (Belgrado 2022) 1 - 0 - 1             | Marcell Jacobs (60m) | -- -- -- -- -- -- | Gianmarco Tamberi (alto) | 2    |
| 18^ Mondiale (Eugene 2022) 1 - 0 - 1                      | Massimo Stano (35km marcia) | -- -- -- -- -- -- | Elena Vallortigara (alto) | 2    |
| 25^ Europeo (Monaco 2022) 3 - 2 - 6                       | Marcell Jacobs (100m) Gianmarco Tamberi (alto) Yeman Crippa (10000m) | Andrea Dallavalle (triplo) Ahmed Abdelwahed (3000m siepi) | Matteo Giupponi (35km marcia) Yeman Crippa (5000m) Sara Fantini (martello) Osama Zoghlami (3000m siepi) Filippo Tortu (200m) Staffetta 4x100m femm. (Zaynab Dosso, Dalia Kaddari, Anna Bongiorni, Alessia Pavese) | 11   |
| 37^ Europeo indoor (Istanbul 2023) 2 - 4 - 0              | Samuele Ceccarelli (60m) Zane Weir (peso) | Marcell Jacobs (60m) Dariya Derkach (triplo) Larissa Iapichino (lungo) Staffetta 4x400m femm. (Alice Mangione, Ayomide Folorunso, Anna Polinari, Eleonora Marchiando) | -- -- -- -- -- -- | 6    |
| 10^ Europeo a squadre (Polonia, 20-25 giu 2023) 8 - 6 - 3 | ITALIA Samuele Ceccarelli (100m) Alessandro Sibilio (400m hs) Gianmarco Tamberi (alto) Tobia Bocchi (triplo) Zane Weir (peso) Nadia Battocletti (5000m) Sara Fantini (martello) | Staffetta maschile 4x100m (Lorenzo Patta, Samuele Ceccarelli, Marco Ricci, Filippo Tortu) Mattia Furlani (lungo) Ayomide Folorunso (400m hs) Larissa Iapichino (lungo) Ottavia Cestonaro (triplo) Daisy Osakue (disco) | Filippo Tortu (200m) Yemaneberhan Crippa (5000m) Hassane Fofana (110m hs) | 17   |
| 19^ Mondiale (Budapest 2023) 1 - 2 - 1                    | Gianmarco Tamberi (salto in alto) | Leonardo Fabbri (peso) Staffetta 4×100m masch. (Roberto Rigali, Marcell Jacobs, Lorenzo Patta, Filippo Tortu) | Antonella Palmisano (20km marcia) | 4    |
| 19^ Mondiale indoor (Glasgow 2024) 0 - 2 - 2              | -- -- -- -- -- -- | Mattia Furlani (lungo) Lorenzo Simonelli (60m hs) | Leonardo Fabbri (peso) Zaynab Dosso (60m) | 4    |
| 26^ Europeo (Roma 2024) 11 - 9 - 4                        | Antonella Palmisano (20km marcia) Nadia Battocletti (5000m) Nadia Battocletti (10000m) Leonardo Fabbri (peso) Lorenzo Simonelli (110m hs) Marcell Jacobs (100m) Sara Fantini (martello) Gianmarco Tamberi (alto) Yeman Crippa (mezza maratona) Mezza maratona a squadre (Yeman Crippa, Pietro Riva, Pasquale Selvarolo, Eyob Faniel, Yohanes Chiappinelli) Staffetta 4×100m masch. (Matteo Melluzzo, Marcell Jacobs, Lorenzo Patta, Filippo Tortu) | Valentina Trapletti (20km marcia) Mattia Furlani (lungo) Chituru Ali (100m) Pietro Riva (mezza maratona) Filippo Tortu (200m) Alessandro Sibilio (400m hs) Larissa Iapichino (lungo) Staffetta 4x400m mista (Luca Sito, Anna Polinari, Edoardo Scotti, Alice Mangione) Staffetta 4x400m masch. (Luca Sito, Vladimir Aceti, Riccardo Meli, Edoardo Scotti) | Francesco Fortunato (20km marcia) Catalin Tecuceanu (800m) Zaynab Dosso (100m) Pietro Arese (1500m) | 24   |
| 33ª Olimpiade (Parigi 2024) 0 - 1 - 2                     | -- -- -- -- -- -- | Nadia Battocletti (10000m) | Mattia Furlani (lungo) Andy Díaz (triplo) | 3    |
| 38^ Europeo indoor (Apeldoorn 2025) 3 - 1 - 2             | Andy Diaz (triplo) Larissa Iapichino (lungo) Zaynab Dosso (60m) | Mattia Furlani (lungo) | Matteo Sioli (alto) Andrea Dallavalle (triplo) | 6    |
| 20^ Mondiale indoor (China 2025) 2 - 1 - 0                | Andy Diaz (triplo) Mattia Furlani (lungo) | Zaynab Dosso (60m) | -- -- -- -- -- -- | 3    |
| 11^ Europeo a squadre (Madrid, 24-29 giu 2025) 4 - 7 - 3  | ITALIA Leonardo Fabbri (peso) Larissa Iapichino (lungo) Nadia Battocletti (5000m) | Fausto Desalu (200m) Francesco Pernici (800m) Lorenzo Simonelli (110m hs) Matteo Sioli (alto) Simone Biasutti (triplo) Ayomide Folorunso (400m hs) Staffetta mista 4x400m (Edoardo Scotti, Virginia Troiani, Vladimir Aceti, Alice Mangione) | Mattia Furlani (lungo) Eloisa Coiro (800m) Erika Saraceni (triplo) | 14   |

## Giochi olimpici
| Edizione               | Uomini | Uomini  | Uomini | Uomini | Donne | Donne   | Donne  | Donne | Totale | Totale  | Totale | Totale |
| Edizione               | Oro    | Argento | Bronzo | Tot.   | Oro   | Argento | Bronzo | Tot.  | Oro    | Argento | Bronzo | Tot.   |
| ---------------------- | ------ | ------- | ------ | ------ | ----- | ------- | ------ | ----- | ------ | ------- | ------ | ------ |
| Atene 1896             | -      | -       | -      | -      | -     | -       | -      | -     | -      | -       | -      | -      |
| Parigi 1900            | 0      | 0       | 0      | 0      | -     | -       | -      | -     | 0      | 0       | 0      | 0      |
| Saint Louis 1904       | -      | -       | -      | -      | -     | -       | -      | -     | -      | -       | -      | -      |
| Londra 1908            | 0      | 1       | 0      | 1      | -     | -       | -      | -     | 0      | 1       | 0      | 1      |
| Stoccolma 1912         | 0      | 0       | 1      | 1      | -     | -       | -      | -     | 0      | 0       | 1      | 1      |
| Anversa 1920           | 2      | 0       | 2      | 4      | -     | -       | -      | -     | 2      | 0       | 2      | 4      |
| Parigi 1924            | 1      | 1       | 0      | 2      | -     | -       | -      | -     | 1      | 1       | 0      | 2      |
| Amsterdam 1928         | 0      | 0       | 0      | 0      | -     | -       | -      | -     | 0      | 0       | 0      | 0      |
| Los Angeles 1932       | 1      | 0       | 2      | 3      | -     | -       | -      | -     | 1      | 0       | 2      | 3      |
| Berlino 1936           | 0      | 2       | 2      | 4      | 1     | 0       | 0      | 1     | 1      | 2       | 2      | 5      |
| Londra 1948            | 1      | 1       | 1      | 4      | 0     | 2       | 0      | 1     | 1      | 3       | 1      | 5      |
| Helsinki 1952          | 1      | 1       | 0      | 2      | 0     | 0       | 0      | 0     | 1      | 1       | 0      | 2      |
| Melbourne 1956         | 0      | 0       | 0      | 0      | 0     | 0       | 0      | 0     | 0      | 0       | 0      | 0      |
| Roma 1960              | 1      | 0       | 1      | 2      | 0     | 0       | 1      | 1     | 1      | 0       | 2      | 3      |
| Tokyo 1964             | 1      | 0       | 1      | 2      | 0     | 0       | 0      | 0     | 1      | 0       | 1      | 2      |
| Città del Messico 1968 | 0      | 0       | 2      | 2      | 0     | 0       | 0      | 0     | 0      | 0       | 2      | 2      |
| Monaco di Baviera 1972 | 0      | 0       | 1      | 1      | 0     | 0       | 1      | 1     | 0      | 0       | 2      | 2      |
| Montréal 1976          | 0      | 0       | 0      | 0      | 0     | 1       | 0      | 1     | 0      | 1       | 0      | 1      |
| Mosca 1980             | 2      | 0       | 1      | 3      | 1     | 0       | 0      | 1     | 3      | 0       | 1      | 4      |
| Los Angeles 1984       | 2      | 0       | 3      | 5      | 1     | 1       | 0      | 2     | 3      | 1       | 3      | 7      |
| Seul 1988              | 1      | 1       | 1      | 3      | 0     | 0       | 0      | 0     | 1      | 1       | 1      | 3      |
| Barcellona 1992        | 0      | 0       | 1      | 1      | 0     | 0       | 0      | 0     | 0      | 0       | 1      | 1      |
| Atlanta 1996           | 0      | 0       | 1      | 1      | 0     | 2       | 1      | 3     | 0      | 2       | 2      | 4      |
| Sydney 2000            | 0      | 1       | 0      | 1      | 0     | 1       | 0      | 1     | 0      | 2       | 0      | 2      |
| Atene 2004             | 2      | 0       | 1      | 3      | 0     | 0       | 0      | 0     | 2      | 0       | 1      | 3      |
| Pechino 2008           | 1      | 0       | 0      | 1      | 0     | 0       | 1      | 1     | 1      | 0       | 1      | 2      |
| Londra 2012            | 0      | 0       | 1      | 1      | 0     | 0       | 0      | 0     | 0      | 0       | 1      | 1      |
| Rio de Janeiro 2016    | 0      | 0       | 0      | 0      | 0     | 0       | 0      | 0     | 0      | 0       | 0      | 0      |
| Tokyo 2020             | 4      | 0       | 0      | 4      | 1     | 0       | 0      | 1     | 5      | 0       | 0      | 5      |
| Parigi 2024            | 0      | 0       | 2      | 2      | 0     | 1       | 0      | 1     | 0      | 1       | 2      | 3      |
| Totale                 | 20     | 8       | 24     | 52     | 4     | 8       | 4      | 16    | 24     | 16      | 28     | 68     |

### Medaglie uomini (52)
- 20 : Livio Berruti (1960/200m), Pietro Mennea (1980/200m), Luigi Beccali (1932/1500m), Alberto Cova (1984/10000m), Gelindo Bordin (1988, maratona), Stefano Baldini (2004, maratona), Alessandro Andrei (1984/peso), Adolfo Consolini (1948/disco), Ugo Frigerio (1920/marcia 3 km e marcia 10 km, 1924/marcia 10 km), Maurizio Damilano (1980/marcia 20 km), Ivano Brugnetti (2004/marcia 20 km), Massimo Stano (2020/marcia 20 km), Pino Dordoni (1952/marcia 50 km), Abdon Pamich (1964/marcia 50 km), Alex Schwazer (2008/marcia 50 km), Gianmarco Tamberi (2020/alto), Marcell Jacobs (2020/100m), staffetta 4×100m (Lorenzo Patta, Marcell Jacobs, Fausto Desalu, Filippo Tortu) (2020)
- 8 : Emilio Lunghi (1908/800m), Mario Lanzi (1936/800m), Salvatore Antibo (1988/10000m), Romeo Bertini (1924, maratona), Giuseppe Tosi (1948/disco), Adolfo Consolini (1952/disco), Nicola Vizzoni (2000/martello), staffetta 4×100m[8] (1936)
- 24 : Pietro Mennea (1972/200m), Luigi Beccali (1936/1500m), Valerio Arri (1920, maratona), Ernesto Ambrosini (1920/3000 siepi), Alessandro Lambruschini (1996/3000 siepi), Eddy Ottoz (1968/110 hs), Salvatore Morale (1964/400 hs), Giuseppe Gibilisco (2004/asta), Giovanni Evangelisti (1984/lungo), Giuseppe Gentile (1968/triplo), Fabrizio Donato (2012/triplo), Giorgio Oberweger (1936/peso), Fernando Altimani (1912/marcia 10 km), Maurizio Damilano (1984 e 1988/marcia 20 km), Giovanni De Benedictis (1992/marcia 20 km), Ugo Frigerio (1932/marcia 50 km), Abdon Pamich (1960/marcia 50 km), Sandro Bellucci (1984/marcia 50 km), staffetta 4×100m [9] (1932), staffetta 4×100m[10] (1948), staffetta 4×400m[11] (1980), Mattia Furlani (2024/salto in lungo), Andy Diaz (2024/salto triplo).

### Medaglie donne (16)
- 4 : Ondina Valla (1936/80 hs), Sara Simeoni (1980/alto), Gabriella Dorio (1984/1500m), Antonella Palmisano (2020/marcia 20 km)
- 7 : Sara Simeoni (1976 e 1984/alto), Elisabetta Perrone (1996/marcia 10 km), Edera Cordiale (1948/disco), Amelia Piccinini (1948/peso), Fiona May (1996 e 2000/lungo), Nadia Battocletti (2024/10000m)
- 4 : Giuseppina Leone (1960/100m), Paola Pigni (1972/1500m), Roberta Brunet (1996/5000m), Elisa Rigaudo (2008/marcia 20 km)

## Giochi mondiali universitari
Vittorie uomini
- 100 m piani (2): Livio Berruti, Pietro Mennea
- 200 m piani (4): Livio Berruti, Pietro Mennea (3)
- 400 m piani (1): Sergio Bello
- 800 m piani (1): Giuseppe D'Urso
- 1500 m piani (2): Franco Arese, Claudio Patrignani
- 5000 m piani (4): Franco Fava, Stefano Mei (2), Simone Zanon
- 10000 m piani (1): Franco Fava
- Maratona (2): Alessio Faustini, Orlando Pizzolato
- 110 m hs (2): Eddy Ottoz (2)
- 400 m hs (4): Salvatore Morale (2), Roberto Frinolli (2)
- 3000 m siepi (2): Franco Boffi, Giuseppe Maffei
- Salto in alto (1): Enzo Del Forno
- Salto in lungo (1): Attilio Bravi
- Lancio del disco (1): Gaetano Dalla Pria
- Lancio del martello (1): Nicola Vizzoni
- Marcia 20 km (4): Maurizio Damilano, Raffaello Ducceschi, Walter Arena, Lorenzo Civallero
- Staffetta 4×100 m (4): 1959, 1967, 1979, 2005
- Staffetta 4×400 m (1): 1965 (Sergio Bello, Gianpaolo Iraldo, Roberto Frinolli, Bruno Bianchi)

Vittorie donne
- 100 m piani (1): Giuseppina Leone
- 200 m piani (2): Giuseppina Leone, Irene Siragusa
- 800 m piani (1): Laura Pellicoro
- 1500 m piani (4): Paola Pigni, Gabriella Dorio (2), Laura Pellicoro
- 110 m hs (1): Luminosa Bogliolo
- 400 m hs (3): Ayomide Folorunso (2), Alice Muraro
- Mezza maratona (1): Rosaria Console
- Salto in alto (2): Sara Simeoni (2)
- Salto con l'asta (1): Roberta Bruni
- Lancio del disco (1): Daisy Osakue
- Marcia 5 km (1): Ileana Salvador
- Marcia 10 km (1): Annarita Sidoti
- Staffetta 4×100 m (1): 2009